# مدحت صالح
مدحت صالح (مواليد 2 نوفمبر 1960) هو مغني وممثل مصري. بدأ مشواره الغنائي في سن مبكرة، وهو من الفنانين الذين تركوا بصمة واضحة في الساحة الفنية المصرية، بفضل صوته المميز وأدائه المتقن في الغناء والتمثيل، اشتهر بأداء أغاني الأفلام والمسلسلات.

## حياته
ولد بحي روض الفرج بمدينة القاهرة، وتخرَّج في كلية اللغة العربية قسم التاريخ والحضارة، بجامعة الأزهر.
بدأ مشواره الفني وهو في سن الطفولة عندما استمع إلى صوته د. يوسف شوقي وهو يغني في احتفالات المدرسة فقدمه لأبلة فضيلة ليغني في برامجها.

### حياته الأسرية
تزوج للمرة الأولى ليلى صديق شقيقة زوجة لاعب الكرة الكابتن فاروق جعفر، ورُزق منها ولدين رانيا وأدهم. ثم تزوج الفنانة سمية الألفي مده عامين وكان يصغرها بسبعة أعوام، والفنانة شيرين سيف النصر التي استمرَّ زواجه بها أربعة أشهر فقط، وكان زواجه الأخير بالشاعرة نورا الباز وهو الزواج السادس.

## مشواره المهني
انطلاقته كانت من خلال أغنية (أكيد) ثم أغنية (لما قالوا عينيك) وأغنية (حد يقول لحبيبي) من ألحان الموسيقار محمد سلطان، ثم غنى في إحدى الحفلات التي حضرها رئيس الجمهورية بأغنية (يا جريد النخل العالي) وكانت هذه الأغنية سببًا لينال شهرة ونجاحًا كبيرًا وأصبح من نجوم الصف الأول في الغناء. وتوالت أغانيه وسجل العديد من الألبومات الناجحة.

### في التمثيل
دخل مجال التمثيل بالتليفزيون والسينما والمسرح حيث شارك في بطولة العديد من الأعمال الفنية ومنها مسلسل (قشتمر) ومسلسل (لؤلؤ وأصداف) ومسلسل (شباب رايق جدا) و(زهرة وأزواجها الخمسة) و(حكايات البنات) و(السندريلا) و(صباح الورد). وفيلم (احنا ولاد النهارده)، وفيلم (كرسي في الكلوب)، وفيلم (اللبيس)، وفيلم (الحب في ظروف صعبة)، وفيلم (علمني الحب).
وشارك في عدَّة مسرحيات منها: (قشطة وعسل)، و(طرائيعو) و(حزمني يا). وأدى بطولة فوازير رمضان عدَّة أعوام مع المخرج الراحل فهمي عبد الحميد.
وتألق في الغناء الدرامي بالأفلام السينمائية والمسلسلات، واستعان به المخرجون في بعض الأفلام التي لم يشارك فيها بالتمثيل ولكنه كان يؤدى بعض الأغنيات الدرامية بها، ومنها: فيلم (شورت وفانلة وكاب) من بطولة الفنان احمد السقا، وفيلم (مافيا) وفيلم (ألوان السما السبعة) وفيلم (أمير الظلام) وفيلم (الغرفة 707).

## الألبومات[3]
| الألبوم           | العام  | المنتج                               |
| ----------------- | ------ | ------------------------------------ |
| بنت القلب         | (2019) | سين                                  |
| استنى             | (2015) | عالم الفن                            |
| يديك ويدينا       | (2012) | k music                              |
| باكتب اسمك        | (2009) | عالم الفن                            |
| حبك خطر           | (2008) | عالم الفن                            |
| جاى على نفسك      | (2005) | عالم الفن                            |
| الله يا سيدى      | (2000) | عالم الفن                            |
| وعدي              | (1999) | عالم الفن                            |
| روق يا جميل       | (1999) | سونار                                |
| يا ليلنا          | (1997) | عالم الفن                            |
| سلمت قلبي         | (1995) | روتانا                               |
| إنت اللي فيهم     | (1994) | ميوزيك ماستر                         |
| عاشق مجنون        | (1993) | بيراميديا                            |
| زي القمر          | (1993) | عالم الفن                            |
| ولا تسوى دموع     | (1992) | الخيول                               |
| م القلب           | (1990) | صوت الحب للإنتاج الفني والتوزيع ،EMI |
| حكاية ياسين وبهية | (1990) | عالم الفن                            |
| تندهينى           | (1989) | صوت الحب،EMI، عالم الفن              |
| المهر             | (1989) | صوت الحب للإنتاج الفني والتوزيع ،EMI |
| كوكب تانى         | (1988) | صوت الحب للإنتاج الفني والتوزيع ،EMI |
| ح اتكلم           | (1987) | صوت الحب للإنتاج الفني والتوزيع ،EMI |
| غنى               | (1986) | صوت الحب للإنتاج الفني والتوزيع ،EMI |
| السهره تحلى       | (1985) | صوت الحب للإنتاج الفني والتوزيع ،EMI |
| أكيد              | (1983) | عالم الفن                            |
| زي ما قالوا عنيك  | (1981) | عالم الفن                            |

## الأغاني المصورة
| الأغنية                | المخرج         | المنتج                          |
| ---------------------- | -------------- | ------------------------------- |
| حبك حياة               | هاني كامل      | لا فيردي                        |
| تعرفي تسكتي            | ماز            | سين                             |
| أغضب                   | عادل عوض       | صوت الحب للإنتاج الفني والتوزيع |
| أختاري                 | عادل عوض       | بيراميديا                       |
| حبك خطر                | محمد جمعة      | عالم الفن                       |
| أنا مصري               | عمر سليمان     | عالم الفن                       |
| ست الحسن               | محمد جمعة      | عالم الفن                       |
| توحشني وانا وياك       | سليم الترك     | أرابيكا                         |
| لسه يا دوب             | محمد أحمد سعيد | عالم الفن                       |
| جاي على نفسك ليه       | أحمد المهدي    | عالم الفن                       |
| الله يا سيدي           | طارق العريان   | عالم الفن                       |
| أوبريت القدس حترجع لنا |                | فناني مصر                       |
| قولولها                | محمد عبد النبي | عالم الفن                       |
| وعدي                   | آران بوون      | عالم الفن                       |
| سلمت قلبي              |                | روتانا                          |
| ولا تسوى               | عادل عوض       | عالم الفن                       |
| بتغيبي عن عيني         |                | عالم الفن                       |
| زي القمر               |                | عالم الفن                       |
| إنت اللي فيهم          |                | عالم الفن                       |
| شهد ومر                |                | عالم الفن                       |
| المليونيرات            |                | عالم الفن                       |
| نسماية                 | طارق العريان   | عالم الفن                       |
| ح تكلم                 |                | عالم الفن                       |
| عاشق مجنون             |                | عالم الفن                       |
| سلامتك                 |                | عالم الفن                       |
| أوبريت هي دي مصر       | بتول عرفه      | الريماس                         |
| تعرفي تسكتي            | ماز            | سين                             |

## في التمثيل

### في التلفزيون
- (2023): وبينا ميعاد (رمزي).[4]
- (2018):أبو العروسة (ج2) (جابر)
- (2017): أبو العروسة (جابر)
- (2017):عيلة صالح
- (2013):موجة حارة (محسن السواحلي)
- (2010):زهرة وأزواجها الخمسة (جلال)
- (2009):حكايات البنات
- (2006): السندريلا (عبد الحليم حافظ)
- (2005):راديو ستار (ضيف شرف)
- (2003):فرح فرح - فوازير
- (2003):صاحبك من بختك
- (2003):بياع المواويل
- (1999):هو وغيره
- (1999): شباب طاقق جدا
- (1998): غابت الشمس ولم يظهر القمر
- (1997): أحلام الفجر الكاذب
- (1998): شباب رايق جدا (عصام)
- (1996):أبو العلا 90 (محسن)
- (1999):صباح الورد (عزيز)
- (1994):المهر
- (1993):الاختيار - تمثيلية
- (1993): قشتمر
- (1992): بيت العيلة (حسن)
- (1992): في قلب الليل
- (1992): أحلام العنكبوت (صبري حسن صيام)
- (1989): الفنون فوازير (فوازير فنون)
- (1989):لؤلؤ وأصداف'(ياسر)
- (1988):ألف ليلة وليلة: بدر باسم وجوهرة بنت السمندل (بدر باسم)
- (1988):فوازير المناسبات
- (1985):ألف ليلة وليلة: عروس البحور (ضيف شرف الفزورة)
- الحب في زمن الايدز
- اللحن المفقود
- مغامرات ميشو
- أزواج وزوجات

### في السينما
- (2020) الفارس والأميرة
- (2018): الكويسين (ضيف شرف)
- (2005): علمنى الحب (حاتم)
- (2004): أشتاتا أشتوت (شلتوت)
- (2002): مافيا
- (2002): اللبيس (عزوز اللبيس)
- (2001): كرسى في الكلوب (إبراهيم)
- (1996): الحب في ظروف صعبة
- (1995): إحنا ولاد النهاردة (سمير)
- (1990): فتاة المافيا (كريم)
- (1990): وتعمل اكتر من كدة

### في المسرح
- (2002): طرائيعو (شعبولا (في العروض الأولى))
- (1997): قشطة وعسل
- (1994): حزمني يا (بسام)
- (1990):إللي إختشوا"(شوقي)
- (1989): المهر
- (1983): شواكيش
- من فات قديمه

## أغاني مسلسلات وأفلام
- (2020):ونحب تاني ليه (مسلسل)
- (2018):رحيم (مسلسل)
- (2018): أبو العروسة (مسلسل)
- (2017): إزي الصحة (مسلسل)
- (2018): واحد صعيدي ( فيلم)
- (2013): كليم الله -(رسوم متحركة)
- (2012): بدون عنوان ( فيلم)
- (2009): تاجر السعادة ( مسلسل)
- (2008): شرف فتح الباب (مسلسل)
- (2007): عجميستا ( فيلم)
- (2007): البلياتشو ( فيلم)
- (2006): حضرة المتهم أبي (مسلسل)
- (2006): سكة الهلالي (مسلسل)
- (2005): أحلام في البوابة (مسلسل)
- (2004): أشتاتا أشتوت ( فيلم)
- (2004): عباس الأبيض في اليوم الأسود (مسلسل)
- (2003): الحقيقة والسراب (مسلسل)
- (2002): أمير الظلام (فيلم)
- (2002): جحا المصري
- (2002): بركان الغضب (فيلم)
- (2002): مافيا (فيلم)
- (2001): جواز بقرار جمهوري (فيلم)
- (2000): امشير (مسلسل)
- (2000): بين الناس (مسلسل)
- (2000): شورت وفانلة وكاب (فيلم)
- (2000): الفتح المبين (مسلسل)
- (1997): اللص الذي أحبه (مسلسل)ه
- (1996): أبو العلا 90 (مسلسل)
- (1995): البراري والحامول (مسلسل)
- (1995): الضحية والجزار (مسلسل)
- (1992): أحلام العنكبوت (مسلسل)
- (1992): بيت العيلة (مسلسل)
- (1989): لؤلؤ وأصداف (مسلسل)
- (1987): برج الأكابر (مسلسل)
- (1986): عطشان يا صبايا (مسلسل)
- (1985): ألف ليلة وليلة: عروس البحور (فوازير)
- (1983): أيوب البحر
- المناسبات
- جماد من لحم (مسلسل)
- الكنز ( مسلسل اذاعي)
- أزواج وزوجات (مسلسل)

## جوائز
- تركيا: جائزة مهرجان تركيا العالمي عن أغنية “كوكب تاني”، كما حصل علي الاسطوانة البلاتينية.

## وصلات خارجية
- مدحت صالح على موقع الدهليز
- مدحت صالح على موقع قاعدة بيانات الأفلام العربية
- مدحت صالح على موقع ميوزك برينز (الإنجليزية)
- مدحت صالح على موقع ديسكوغز (الإنجليزية)